# Svend Christian Felumb
Svend Christian Felumb, född 25 december 1898 i Köpenhamn, död 16 december 1972, var en dansk oboist och dirigent.
Felumb utbildade sig i hemlandet samt i Paris. Han hade som oboist engagemang i Paris och New York samt blev 1924 solooboist i Det Kongelige Kapel. Han stiftade 1921 föreningen "Ny musik" och var en ivrig deltagare i den internationella rörelsen med samma namn. År 1947 blev han musikchef i Tivoli efter att under 15 år som dirigent ha varit knuten till nämnda nöjesparks konsertsal. Under åren 1932–59 var han även lärare vid Det Kongelige Danske Musikkonservatorium.